# Dub pyrenejský

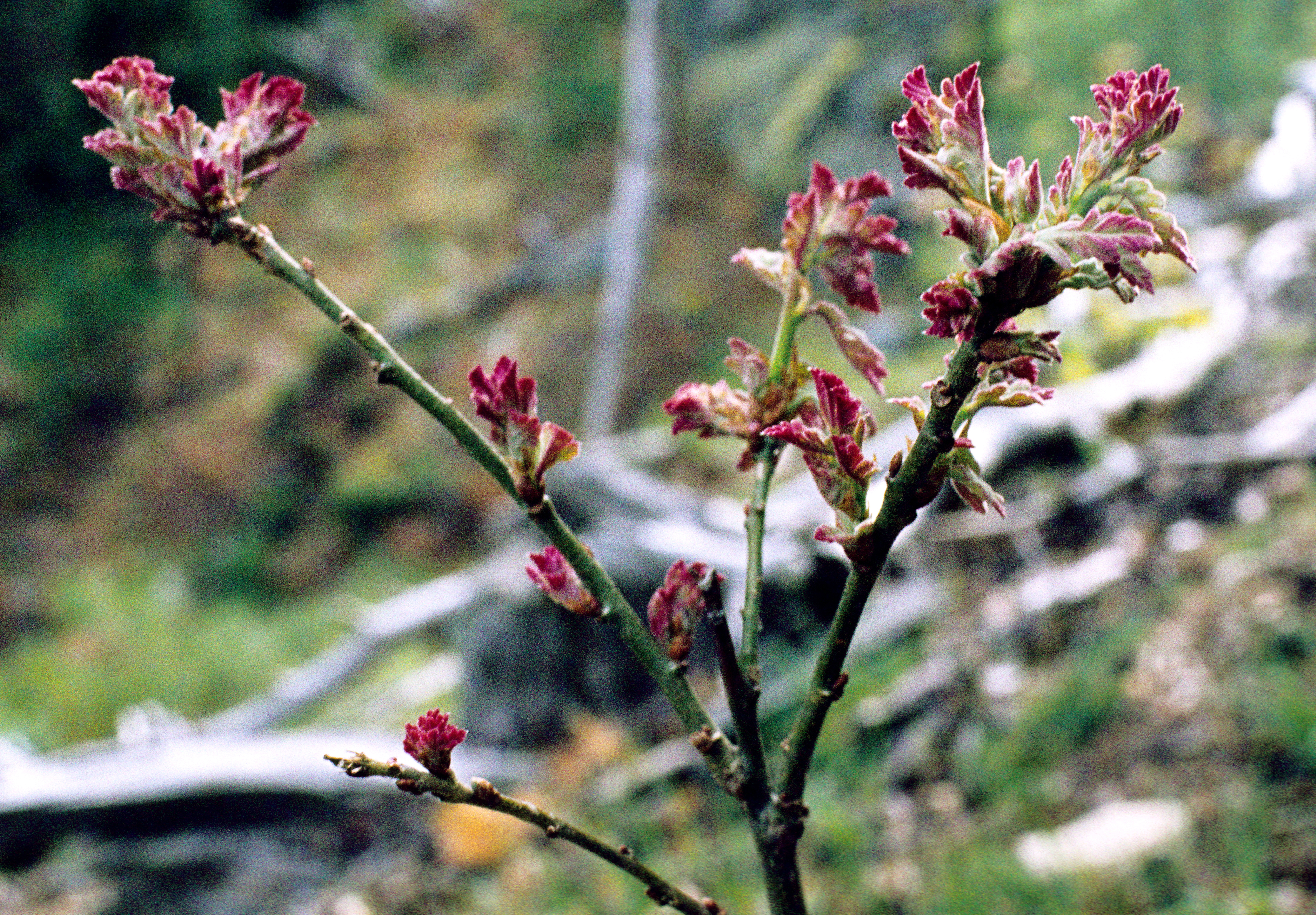
Jarní výhonky

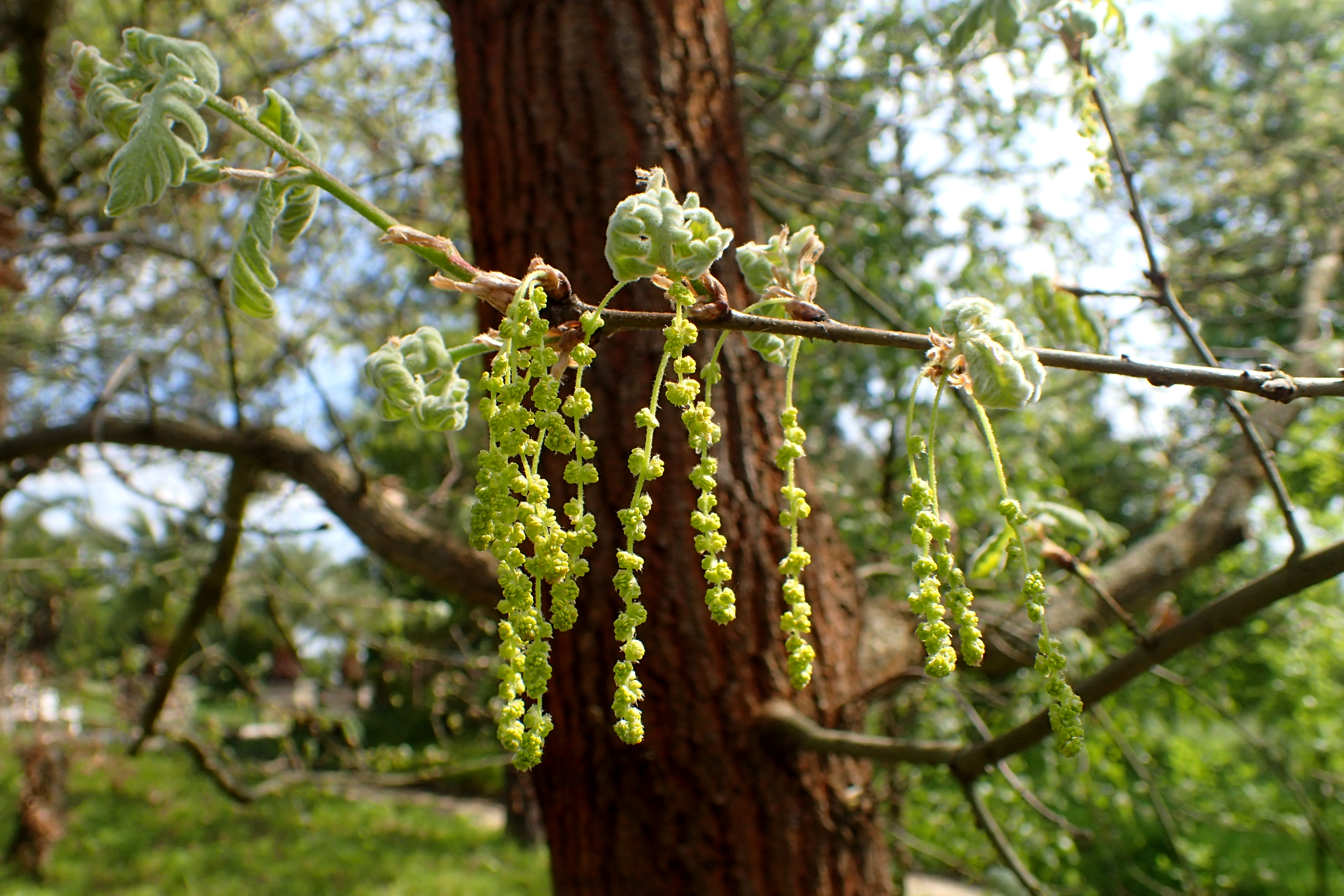
Samčí jehnědy

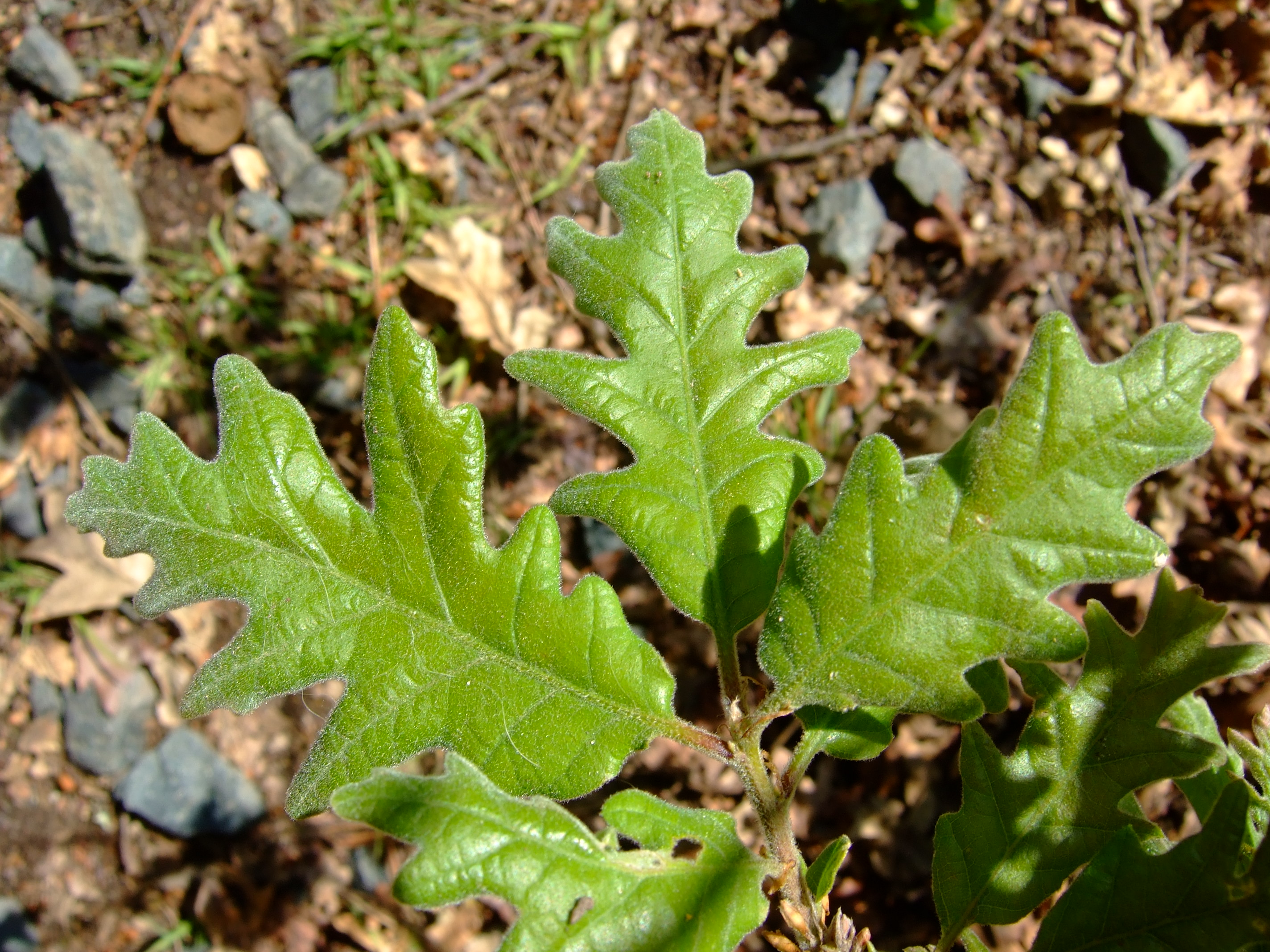
Mladé listy

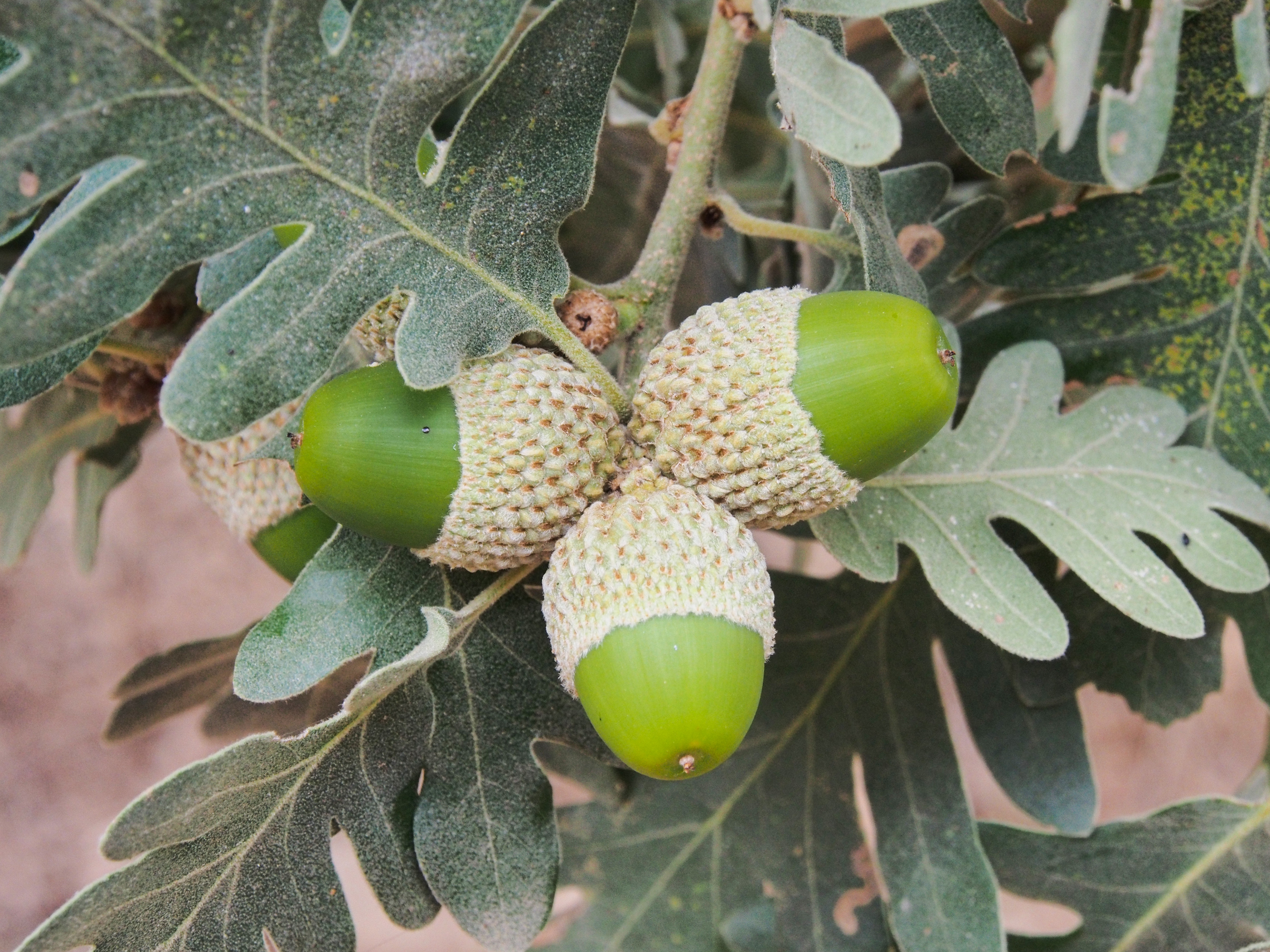
Nezralé plody

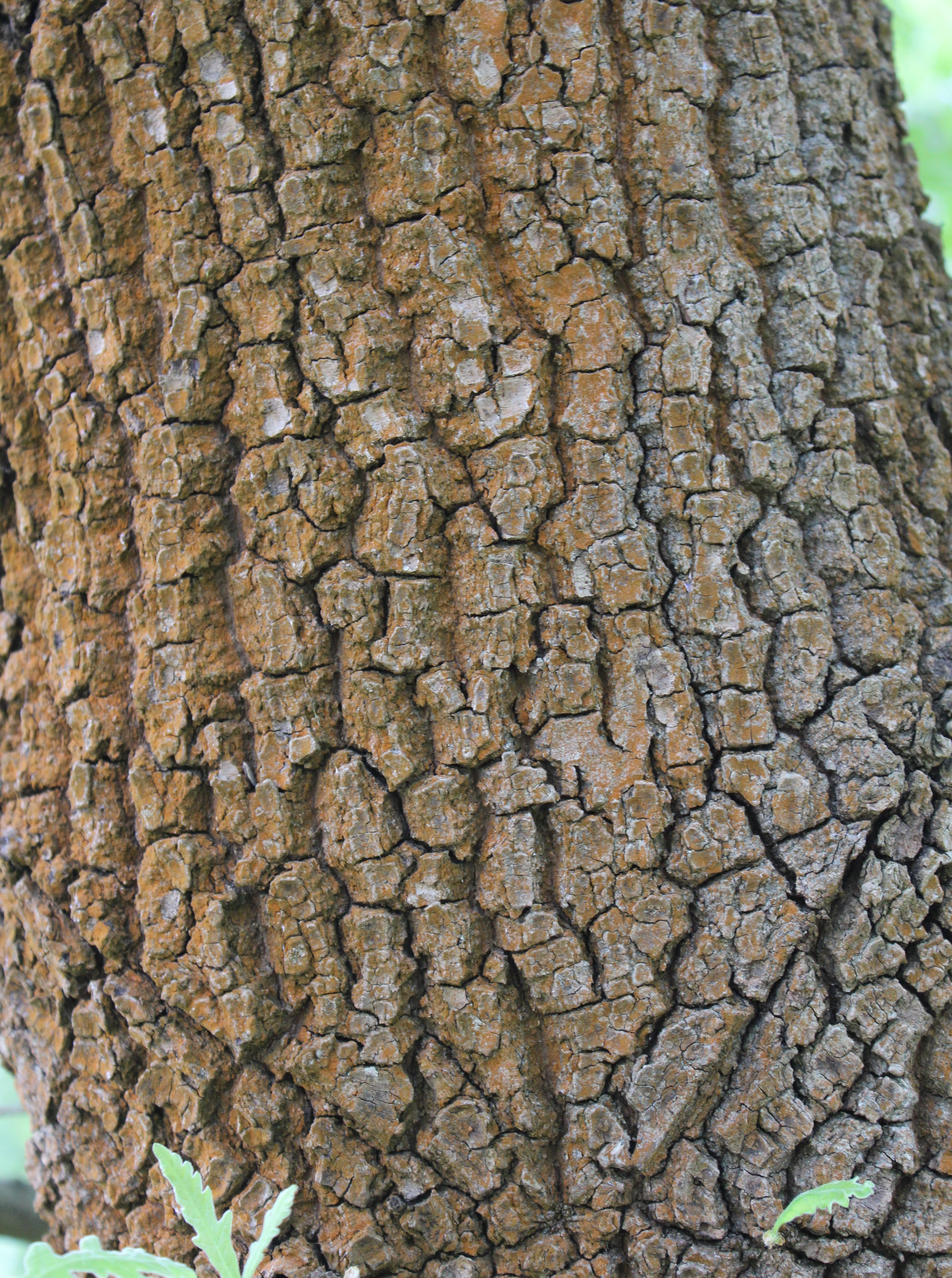
Kůra kmene

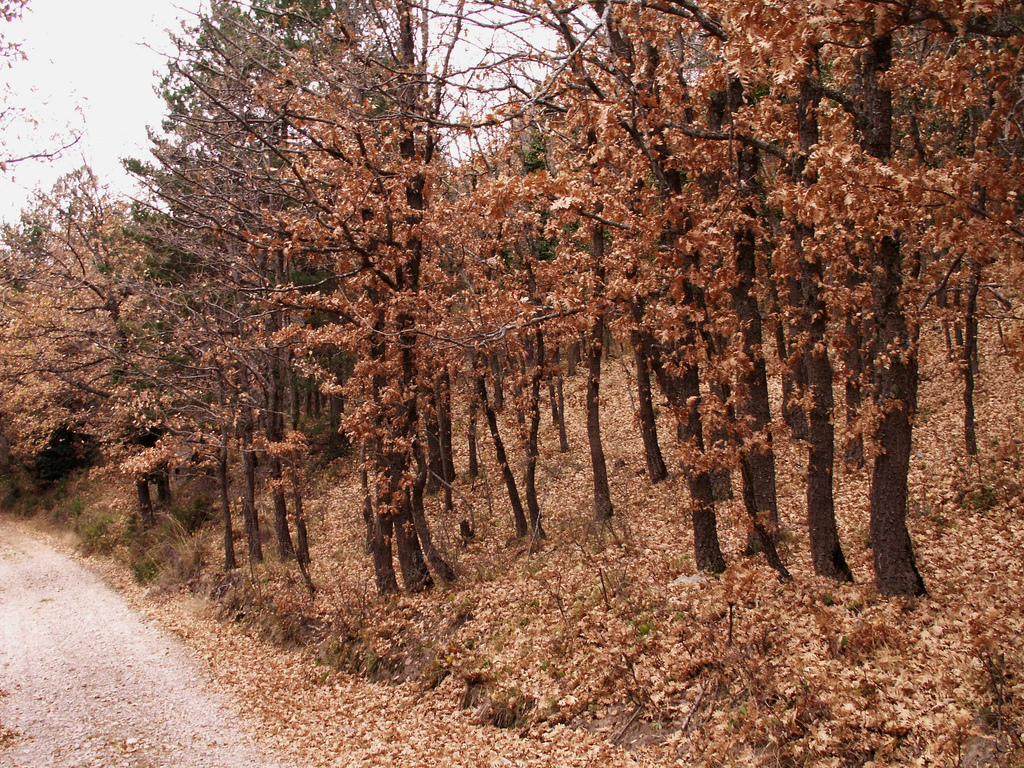
Podzim a zima

Dub pyrenejský (Quercus pyrenaica) je opadavý listnatý strom vysoký okolo 20 m, s mohutnou, do široka rozloženou korunou. Je nejčastěji vyskytující se strom v lesnictví na Pyrenejském poloostrově, ačkoliv v samotném pohoří Pyreneje se vyskytuje jen zřídka.

## Rozšíření
Areál druhu je atlanticko-středomořský, rozkládá se ze západní a jihozápadní Francie na Pyrenejský poloostrov, do Španělska a Portugalska a dále za Gibraltarský průliv do Afriky, do severního Maroka. Ve Španělsku a Portugalsku se vyskytuje asi 95 % celé jeho populace, proto bývá někdy nazýván téměř endemitem Iberského poloostrova. Ve Španělsku a Portugalsku je Pyrenejský poloostrov nazýván Iberským.
Strom byl chybně pojmenován německým vědcem C. L. Willdenowem. Dostal druhové jméno „pyrenejský“ pyrenaica od stolu, podle doručených suchých vzorků s nálepkou, která chybně popisovala jeho údajný původ v Pyrenejích. Ve skutečnosti není rozšířen v Pyrenejích na severu Španělska, kde téměř neroste, ale hlavně v pohoří Sierra Nevada na jihu.

## Ekologie
Vyskytuje se v široké škále nadmořských výšek, od hladiny moře po úroveň 2000 m n. m. Je považován za středomořský horský druh, který využívá přechodné oblasti mezi vlhkým mírným podnebím a středomořskými polosuchým klimatem, nejhojněji se vyskytuje v nižších výškách u své severní hranice rozšíření nebo v horských oblastech u jižní hranice. Na severu areálu vyrůstá společně s duby mírného pásma dubem letním (Quercus robur) a dubem zimním (Quercus petraea), na jihu se vyskytuje ve společenstvu s dubem cesmínovitým (Quercus ilex) a dubem korkovým (Quercus suber). Stromy dubu pyrenejského se dožívají až 300 let věku.
Druh je typickým středomořským horským druhem přizpůsobeným k přežití místních vysokých teplot i sucha a má proto jen krátké růstové období. Vystačí s průměrnými ročními srážkami okolo 600 mm a letními pouhých 100 mm. Roste hlavně na úpatí a úbočí s kyselým podložím, jen zřídka ve vápenci a dolomitu, dává přednost podkladům hlínito-písčité struktury. Vyskytuje se jak v uzavřených formacích hustého lesa, tak i prořídlých lesích poznamenaných pastevectvím, těžbou dřeva i vypalováním. Strom pro zdárný růst potřebuje teplé a slunné stanoviště.

## Popis
Dub pyrenejský je středně velký strom dorůstající obvykle do 20 m, zřídka přesahuje výšku 25 m. Má poměrně rovný a štíhlý kmen se šedohnědou, ve stáří silně popraskanou kůrou. Jeho koruna je široká, laločnatá a nepravidelná. Hlavní větve jsou vlnité a vyvíjejí se poměrně vysoko, mladé větvičky jsou šedé a ochmýřené, později hladké a olivově zelené, bývají tenké a jsou často svěšené. Kořenový systém je mohutný, hlavní kořen vrůstá za vodou hluboko do půdy, šlahounovité sekundární kořeny jsou nejvíce vyvinuty do hloubky 50 cm.
Listy jsou jednoduché a vyrůstají střídavě. Jejich široce obvejčité čepele mají čtyři až osm párů nepravidelných, hluboko sahajících, výrazných špičatých laloků a jsou oboustranně ochmýřené. Jsou porostlé sametovými chlupy, jež rozptylují intenzivní sluneční svit v periodických obdobích sucha, na lícní straně jsou zářivě zelené a na rubové šedozelené. Jsou velmi variabilní, jak v počtu laloků, tak i rozměrech. Na délku měřívají od 7 po 20 cm a na šířku 4 až 10 cm, zelený chlupatý řapík bývá dlouhý až 2 cm. Pupeny jsou vejčitě kuželovité, velké 0,5 až 1 cm a jsou nahloučené na koncích mladých větví. Listy mají čárkovité, špičaté a brzy opadavé listeny. Na listech se často vyskytují hálky parasitických organizmů. S podzimním ochlazováním listy žloutnou a uvadají, na stromě však obvykle zůstávají až do jarního rašení nových.
Stromy jsou jednodomé, každý jedinec má samčí i samičí květy. Samičí květy jsou seskupené do stopkatého květenství strboulu tvořeného několika přisedlými miskovitými číškami, velkými asi 1 až 2 cm, z úzce kopinatých šupin. Samičí květy jsou sestavené do 5 až 10 cm dlouhých svěšených jehněd zlatavě žluté barvy. Aby nedocházelo k opylování vlastním pylem jsou samičí květy schopné opylení již koncem jara, kdežto samčí květy v jehnědách vypouštějí pyl až počátkem léta. Pyl nutný k opylení je roznášen větrem.
Plody jsou jednosemenné nažky, kulovité žaludy, jež jsou podlouhle vejcovité a do třetiny uzavřené ve zdřevnatělém zákrovu (číšce). Žaludy, velké 1,5 až 2,5 cm, vyrůstají po dvou až čtyřech, v mládí jsou zelené a po uzrání zhnědnou. Žaludy slouží jako oblíbená potrava pro četné zvířata, od drobných myši přes divoká prasata až po jelenovité a ptáky, která se také zasazují o jejich řídký rozptyl po okolí. Důsledné vyhledávání a konzumování plodů v průběhu zimního období vysvětluje i to, že dub pyrenejský, stejně jako většina dubů, téměř nemá zemní semennou banku.

## Užití
Dub pyrenejský je považován za velmi důležitý krajinný element Pyrenejského poloostrova. Mimo les bývá vysazován jako okrasný strom okolo cest, na křižovatkách i na rybničních hrázích. Dřevo stromu se používá ve stavebnictví, které slouží pro svou odolnost vůči vodě na četné venkovní stavby. Jeho dřevo je pokládáno za jakostně horší než z dubu letního či dubu zimního a má méně možnosti použití, jeho kmen nebývá dostatečně tlustý a často je nepravidelný. Používá se nyní hlavně pro rozličné sloupy, podpěry a železniční pražce, je také vyhledávaným topivem. Byla vyšlechtěna převislá zakrslá forma stromu 'Pendula', která je častěji vysazována do okrasných zahrad a parků.

## Ohrožení
Ještě i ve 20. století pocítily iberské lesy s dubem pyrenejským velký úbytek stromů. Jednak byly stromy těžené pro palivo a jednak se jejich plocha snižovala žďářením, které mělo za úkol získat na úkor lesních ploch půdu vhodnou pro zemědělství a pastviny. Dubové lesy jsou také hodně vypásány domácími zvířaty a tím se přirozenou cestou neobnovují. Samovolně v nich nevyrůstají mladí jedinci, a pokud už, jsou již ve stádiu semenáče vypaseni či vypáleni.
Mimo lidmi jsou stromy ohrožovány hmyzem, způsobujícím hlavně defoliaci. Duby pyrenejské jsou ohrožené nejvíce housenkami obaleče dubového (Tortrix viridana), bekyně velkohlavé (Lymantria dispar) a bekyně zlatořitné (Euproctis chrysorrhoe), které způsobují holožíry. Kořeny bývají někdy napadány plísněmi Phytophthora cinnamomi a Phytophthora ramorum a listy padlím Erysiphe quercicola.
Jeho populace je v současnosti považována za stabilní a mezinárodní organizací IUCN je dub pyrenejský zařazen mezi málo dotčené taxony (LC).